# 小彩楓
小彩 楓（こいろ かえで、1993年4月12日 - ）は、日本の女性イラストレーター、アーティスト、タレントである。神奈川県横須賀市出身。リップ所属。

## 来歴
2013年頃より似顔絵師、イラストレーターとして活動を始め、『森田一義アワー 笑っていいとも!「イタズラ心のある似顔絵コンテスト」』に3回出演して2回グランプリとなる。人間を人間でないものに例えた毒のある似顔絵を描くようになる。2014年11月1日から15日に個展「小彩楓第一回個展『似顔絵』」を新宿で開く。新宿ギャラリー絵夢で毎年開催される『水森亜土展』に2015年と2016年にゲスト出展した。2017年から『みのもんたのよるバズ!』にレギュラー出演している。
2018年より飼い犬をモデルにしたオリジナルキャラクター・チェスくんを連載コラムに使用。2019年1月に発売されたペット用オーラルケアサプリ「チェスくんのはみがき」（Bio Gaia）初回販売分にチェスくんを主人公にした絵本「For you」が同梱される。
2024年9月から、リップ所属となった。

## 出演

### テレビ
- 森田一義アワー 笑っていいとも!（フジテレビ）
- みのもんたのよるバズ!（2017年1月7日 - 、AbemaTV） - [6]。

### イベント
- 「enchantMOON S-II」発表会（2014年3月）
- 小彩楓第一回個展『似顔絵』（2014年11月1日 - 15日）
- 水森亜土展（2015年10月5日 - 14日）
- 小彩楓第二回個展『似顔絵2』（2015年11月1日 - 15日）
- 水森亜土展（2016年10月27日 - 11月2日）

### その他
- アプリゲーム『エルダイスの地図』キャンペーン

## 連載

### コラム
- よちよちIT体験記（2017年11月12日、2018年1月18日、5月14日[3] ‐ 、Oath Japan「Engadget 日本版」連載）
- GOLF･ON「こいろのココ行きたい！」、「ゴルフ伝説」（イラスト担当）（2018年5月[7] ‐ ）